# 湟州
湟州，中国古代的州。
北宋元符二年（1099年）置，治所在邈川城（今青海省乐都县南）。辖境相当今青海省乐都县、民和回族土族自治县、化隆回族自治县，循化撒拉族自治县北部和甘肃省永靖县西部地区。属秦凤路。建中靖国元年（1101年）弃之，崇宁二年（1103年）复置。宣和元年（1119年）改乐州。 